# Khu Mueang (huyện)
Khu Mueang (tiếng Thái: คูเมือง) là một huyện (‘‘amphoe’’) ở phía bắc của tỉnh Buriram, đông bắc Thái Lan.

## Địa lý
Các huyện giáp ranh là (từ phía đông theo chiều kim đồng hồ) Khaen Dong, Satuek, Ban Dan, Mueang Buriram, Lam Plai Mat của tỉnh Buriram, Lam Thamenchai, Mueang Yang của tỉnh Nakhon Ratchasima, Phutthaisong của tỉnh Buriram và Chumphon Buri của tỉnh Surin.

## Lịch sử
Tiểu huyện (King Amphoe) đã được thành lập ngày 1 tháng 10 năm 1969, khi ba tambon Khu Mueang, Tum Yai và Pa Khiap có 58 làng được tách khỏi Mueang Buriram. Đơn vị này đã được nâng thành huyện ngày 21 tháng 8 năm 1975.

## Hành chính
Huyện này được chia thành 7 phó huyện (tambon), các đơn vị này lại được chia thành 113 làng (muban). Có hai thị trấn (thesaban tambon) - Khu Meang nằm trên một phần của tambon Khu Mueang and Nong Khaman; Hin Lek Fai nằm trên một phần của tambon Hin Lek Fai và một phần của Khu Mueang. Ngoài ra có 7 tổ chức hành chính tambon (TAO).
| Số TT | Tên         | Tên tiếng Thái | Số làng | Dân số |  |
| ----- | ----------- | -------------- | ------- | ------ |  |
| 1.    | Khu Mueang  | คูเมือง          | 14      | 9.319  |  |
| 2.    | Pa Khiap    | ปะเคียบ         | 17      | 10.801 |  |
| 3.    | Ban Phae    | บ้านแพ          | 11      | 7.264  |  |
| 4.    | Phon Samran | พรสำราญ        | 19      | 9.567  |  |
| 5.    | Hin Lek Fai | หินเหล็กไฟ       | 24      | 10.508 |  |
| 6.    | Tum Yai     | ตูมใหญ่          | 18      | 11.971 |  |
| 7.    | Nong Khaman | หนองขมาร       | 10      | 7.409  |  |